# Ридделл, Брэд
Брэдли Стивен Ридделл (англ. Bradley Stephen Riddell; род. 30 сентября 1991, Крайстчерч) — новозеландский боец смешанных единоборств, выступающий под эгидой UFC в лёгкой весовой категории.

## Ранние годы
Ридделл завоевал несколько чемпионских титулов по кикбоксингу в Новой Зеландии выступая на региональных турнирах. Он также участвовал в профессиональных боях по муай-тай и кикбоксингу, выиграв раздельным решением бой у чемпиона Glory в полусреднем весе Седрика Думбе и проиграв раздельным решением чемпиону ONE в лёгком весе Реджиану Эрселю. Он также выиграл два боя у австралийского кикбоксера Джона Уэйна Парра.

## Профессиональная боксёрская карьера
В ноябре 2015 года Ридделл принял участие в турнире Super 8 Boxing Tournament в полутяжелом дивизионе из четырёх человек дебютировав в профессиональном боксе. В полуфинале турнира Ридделл сразился с Рисом Папуни. Бой закончился вничью в третьем раунде и поэтому был объявлен дополнительный раунд. Ридделл проиграл бой единогласным решением.

## Карьера в смешанных единоборствах

### Ultimate Fighting Championship
Ридделл дебютировал в смешанных единоборствах прилетев в Мьянму на бой по муай-тай, но по приземлении ему сказали, что это бой по правилам ММА.
Дебют в UFC состоялся 5 октября 2019 года на турнире UFC 243 против новичка Джейми Малларки. Ридделл одержал победу единогласным решением и получил бонус «Лучший бой вечера».
23 февраля 2020 года встретился с Магомедом Мустафаевым на турнире UFC Fight Night: Фелдер vs. Хукер. Ридделл выиграл бой раздельным решением судей.
27 сентября 2020 года встретился с Алексом да Сильва Коэльо на турнире UFC 253. Ридделл выиграл бой единогласным решением.
Ожидалось, что Ридделл встретится с Грегором Гиллеспи 20 марта 2021 года на турнире UFC on ESPN 21. Однако в день мероприятия поединок был отложен из-за протоколов COVID-19.
12 июня 2021 года на турнире UFC 263 встретился с Дрю Добером. Судьи единогласно присудили победу Ридделлу. Этот бой принёс ему награду «Лучший бой вечера».
4 декабря 2021 года на турнире UFC on ESPN 31 встретился с Рафаэлем Физиевым. Физиев нокаутировал Ридделла в третьем раунде.
2 июля 2022 года на UFC 276 встретился с Джалином Тёрнером. Ридделл проиграл бой гильотиной через 45 секунд после начала поединка.
12 ноября 2022 года на UFC 281 встретился с Ренату Мойкану. Ридделл сдался после того как Мойкану провёл удушающий захват в первом раунде.

## Титулы и достижения

### Смешанные единоборства
- Ultimate Fighting Championship
  - «Лучший бой вечера» (два раза) против Джейми Малларки и Дрю Добера[10][19]
- Wollongong Wars
  - Чемпион Wollongong Wars в полусреднем весе (один раз)[26][27]

## Личная жизнь
Ридделл взял себе прозвище Землетрясение (англ. Quake) в честь землетрясения 2011 года, которое разрушило его родной город Крайстчерч. Стихия разрушила множество зданий, включая место работы Ридделла, но она же стала причиной для переезда Ридделла в Окленд и построения карьеры в боевых видах спорта.

## Статистика в смешанных единоборствах
По данным Sherdog:
| Боёв 14  | Побед 10 | Поражений 4 |
| -------- | -------- | ----------- |
| Нокаутом | 5        | 1           |
| Сдачей   | 0        | 3           |
| Решением | 5        | 0           |

| Результат | Рекорд | Соперник               | Способ                                      | Турнир                                | Дата             | Раунд | Время | Место                  | Примечание                                                 |
| --------- | ------ | ---------------------- | ------------------------------------------- | ------------------------------------- | ---------------- | ----- | ----- | ---------------------- | ---------------------------------------------------------- |
| Поражение | 10-4   | Ренату Мойкану         | Сдача (удушение сзади)                      | UFC 281                               | 12 ноября 2022   | 1     | 3:20  | Нью-Йорк, США          |                                                            |
| Поражение | 10-3   | Джалин Тёрнер          | Сдача (гильотина)                           | UFC 276                               | 2 июля 2022      | 1     | 0:45  | Лас-Вегас, Невада, США |                                                            |
| Поражение | 10-2   | Рафаэль Физиев         | Технический нокаут (удар ногой с разворота) | UFC on ESPN: Фонт vs. Алду            | 4 декабря 2021   | 3     | 2:20  | Лас-Вегас, Невада, США |                                                            |
| Победа    | 10-1   | Дрю Добер              | Единогласное решение                        | UFC 263                               | 12 июня 2021     | 3     | 5:00  | Глендейл, Аризона, США | «Лучший бой вечера»                                        |
| Победа    | 9-1    | Алекс да Сильва Коэльо | Единогласное решение                        | UFC 253                               | 27 сентября 2020 | 3     | 5:00  | Абу-Даби, ОАЭ          |                                                            |
| Победа    | 8-1    | Магомед Мустафаев      | Раздельное решение                          | UFC Fight Night: Фелдер vs. Хукер     | 23 февраля 2020  | 3     | 5:00  | Окленд, Новая Зеландия |                                                            |
| Победа    | 7-1    | Джейми Малларки        | Единогласное решение                        | UFC 243                               | 5 октября 2019   | 3     | 5:00  | Мельбурн, Австралия    | Дебют в UFC. «Лучший бой вечера».                          |
| Победа    | 6-1    | Мики Ваотууа           | Единогласное решение                        | Wollongong Wars 7                     | 12 июля 2019     | 3     | 5:00  | Гвинневилл, Австралия  | Завоевал титул чемпиона Wollongong Wars в полусреднем весе |
| Победа    | 5-1    | Максим Пугачёв         | Технический нокаут (удары)                  | Glory of Heroes 38                    | 25 мая 2019      | 1     | 5:00  | Шаньтоу, Китай         |                                                            |
| Победа    | 4-1    | Шем Мёрдок             | Технический нокаут (удары)                  | Glory of Heroes 37                    | 16 апреля 2019   | 1     | 3:42  | Окленд, Новая Зеландия |                                                            |
| Поражение | 3-1    | Абель Брайтс           | Сдача (рычаг локтя)                         | Hex Fight Series 15                   | 21 июля 2018     | 1     | 1:05  | Перт, Австралия        | Дебют в лёгком весе                                        |
| Победа    | 3-0    | Сун Кэнань             | Технический нокаут (удар по корпусу)        | Glory of Heroes 6                     | 13 января 2017   | 2     | 3:11  | Шэньчжэнь, Китай       |                                                            |
| Победа    | 2-0    | Shalawujiang Yeerruer  | Технический нокаут (удары)                  | Glory of Heroes: Conquest of Heroes 2 | 3 декабря 2016   | 2     | н/д   | Цзиюань, Китай         |                                                            |
| Победа    | 1-0    | Ги Геан Кеы            | Нокаут (удары)                              | International Boxing                  | 31 августа 2013  | 1     | 2:15  | Янгон, Мьянма          | Дебют в полусреднем весе                                   |

## Статистика в профессиональном боксе
По данным BoxRec:
В таблице перечислены результаты всех поединков боксёров.
В каждой строке указан результат поединка. Дополнительно номер поединка обозначен цветом, который обозначает итог поединка. Расшифровка обозначений и цветов представлена в нижеследующей таблице.
| Пример | Расшифровка                     |
| ------ | ------------------------------- |
|        | Победа                          |
|        | Ничья                           |
|        | Поражение                       |
|        | Планируемый поединок            |
|        | Поединок признан несостоявшимся |
| КО     | Нокаут                          |
| ТКО    | Технический нокаут              |
| PTS    | Решение судей (по очкам)        |
| UD     | Единогласное решение судей      |
| MD     | Решение большинства судей       |
| SD     | Раздельное решение судей        |
| RTD    | Отказ от продолжения боя        |
| DQ     | Дисквалификация                 |
| NC     | Поединок признан несостоявшимся |

| Бой | Дата          | Соперник          | Место боя                                          | Результат | Дополнительно                  |
| --- | ------------- | ----------------- | -------------------------------------------------- | --------- | ------------------------------ |
| 0-1 | 3 ноября 2015 | Рис Папуни (11-1) | Sky City Convention Centre, Окленд, Новая Зеландия | UD 3 (3)  | Дебют в профессиональном боксе |